# Scheurenmühle
Scheurenmühle ist ein Ortsteil der Stadt Hennef (Sieg) im Rhein-Sieg-Kreis in Nordrhein-Westfalen. 

## Lage
Der Ort liegt in einer Höhe von 93 Metern über N.N. im Pleiser Ländchen direkt am Pleisbach. Nachbarorte sind Niederscheuren und Oberscheuren (beide Königswinter) im Süden sowie Dambroich und Rott im Norden.

## Geschichte
1910 gab es in Scheurenmühle die Haushalte Maurer Josef Dornbusch, Rentner Wilhelm Klasen und den Ackerer und Fuhrunternehmer Peter Weber.
Bis 1934 gehörte Scheurenmühle zur Gemeinde Geistingen.